# Аба-Новак, Вильмош
Вильмош Аба-Новак (венг. Aba-Novák Vilmos; 15 марта 1894, Будапешт — 29 сентября 1941, там же) — венгерский живописец и график.

## Биография
Вильмош Аба-Новак родился в Будапеште, Венгрия, в 1894 году. Его отцом был Дьюла Новак, а матерью была Роза Вагингер. После окончания учёбы в художественном училище в 1912, он начал работать в мастерской художника Адольфа Феньеша, одновременно продолжил обучение в Венгерской королевской школе рисования в Будапеште (ныне Венгерский университет изобразительных искусств). Учёбу прервала Первая мировая война. Вильмош Аба-Новак был призван в австро-венгерскую армию, служил на Восточном фронте.
Между боевыми действиями умудрялся брать уроки рисования у Виктора Олгея.
После войны продолжил занятия живописью. Между 1921 и 1923 художник проводил летние месяцы с группой художников в художественных колониях в Сольноке и Бая-Маре на территории Румынии. Именно здесь состоялась первая персональная выставка художника в 1924 году.
В 1928 в качестве стипендиата Венгерской академии художеств был послан в творческую командировку в Рим на три года 1928—1930. Стал известным представителем так называемой «Романской школы» в венгерской живописи.
Получил Гран-При жюри на Всемирной выставке в Париже в 1937 году и на Венецианской биеннале в 1940 году.
В 1939—1941 преподаватель в Венгерской королевской школе рисования.
Художник умер 29 сентября 1941 г. в Будапеште в возрасте 47 лет. Его могила находится на кладбище Фаркасрет.

## Творчество
Представитель современной венгерской монументальной живописи. Писал картины и праздничные фрески, отличающиеся монументальной композицией и агрессивной колористикой.
Уже с конца 1920-х гг. получает международную известность, завоёвывая призы и награды, так в 1937 награждён Гран-При жюри Всемирной выставки в Париже, в 1940 году Большой премией на Венецианской биеннале.
Тяготея к монументальной живописи, он имел многочисленные заказы со стороны официальных кругов и церкви. Официально находился под патронажем венгерского дворянства. Однако в выполненных им росписях художник неизбежно был вынужден следовать воле и темам, навязываемым заказчиками.
Основными темами Аба-Новака были цирк и деревенские ярмарки, которые появилась в его ранних картинах с яркими цветами экспрессионизма и итальянского новеченто. Пёстрые и всегда очень нагруженные жанровые сцены повторяются у художника в бесчисленных вариантах. Острота и юмор в характеристике персонажей снимает налёт бытовизма. Его красочные изображения пёстрых деревенских ярмарок, харчевен, бродячих цирков, балаганов содержат в себе ощущение народной стихии, чисто венгерского темперамента. При этом его народность не оборачивается экзотичностью, любованием этнографической живописностью, что было довольно характерно для некоторых живописцев начала XX века. Люди в картинах Аба-Новака изображены с оттенком гротеска, трагическая неустроенность жизни искажает их простые радости. Эта трагическая нота, звучащая в, казалось бы, столь весёлых произведениях художника, эта неутолимая тоска по гармонии и целостности бытия делают творчество Аба-Новака характерным и серьёзным явлением искусства.
Автор знаменитых фресок и росписей церкви в Сегеде и Будапеште, в Мавзолее святого Иштвана в Секешфехерваре.

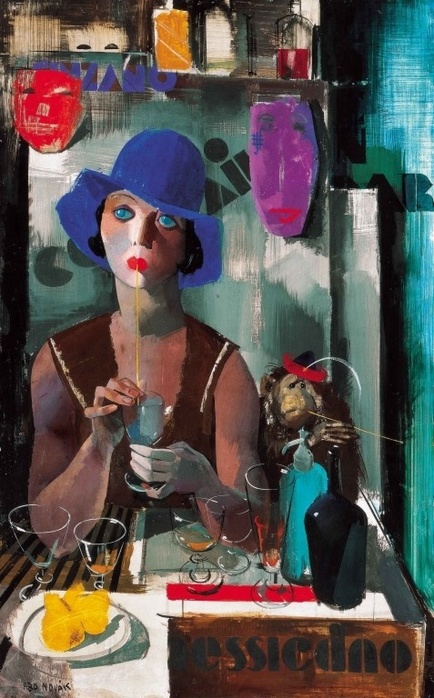
Лаура
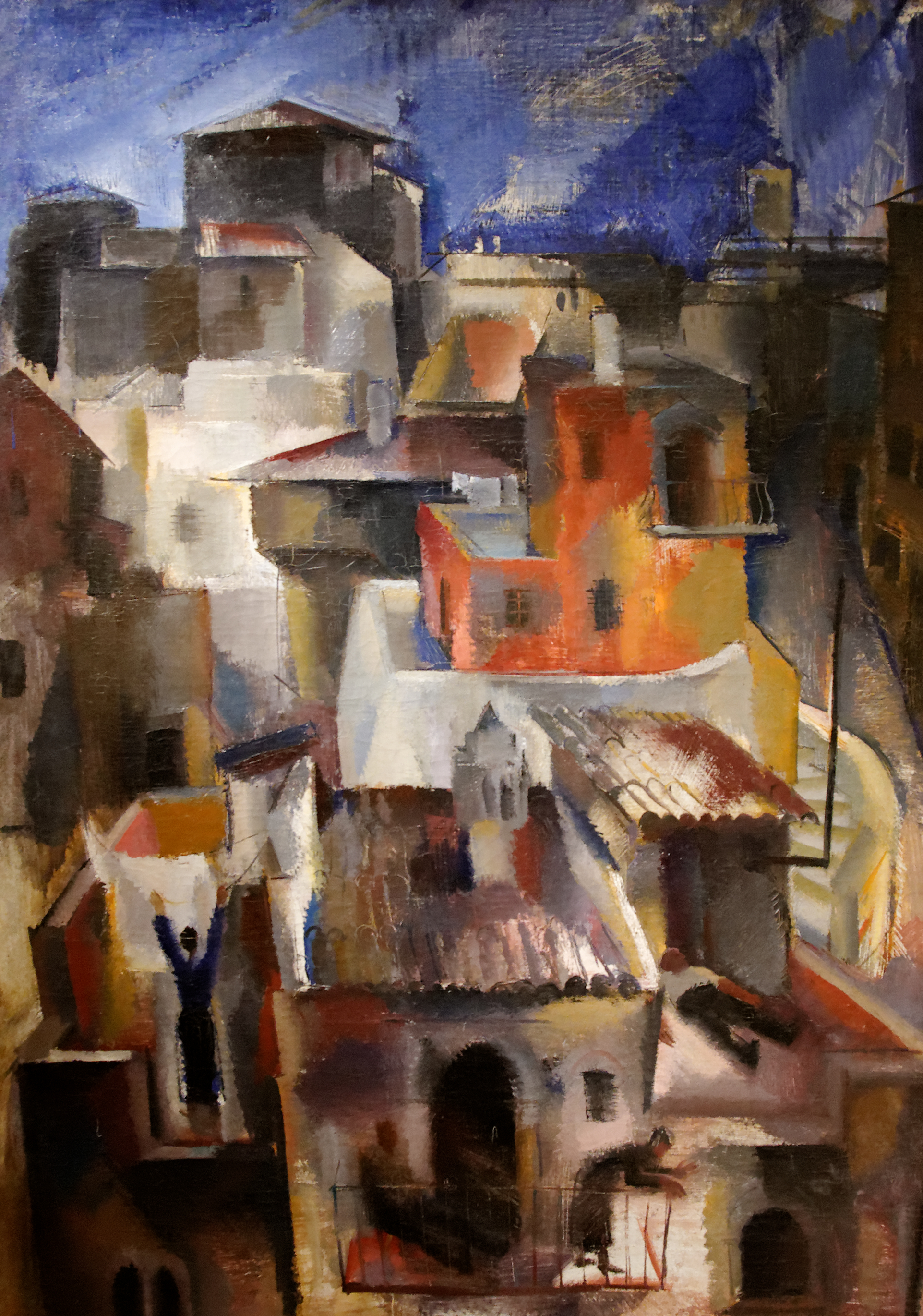
Итальянский город
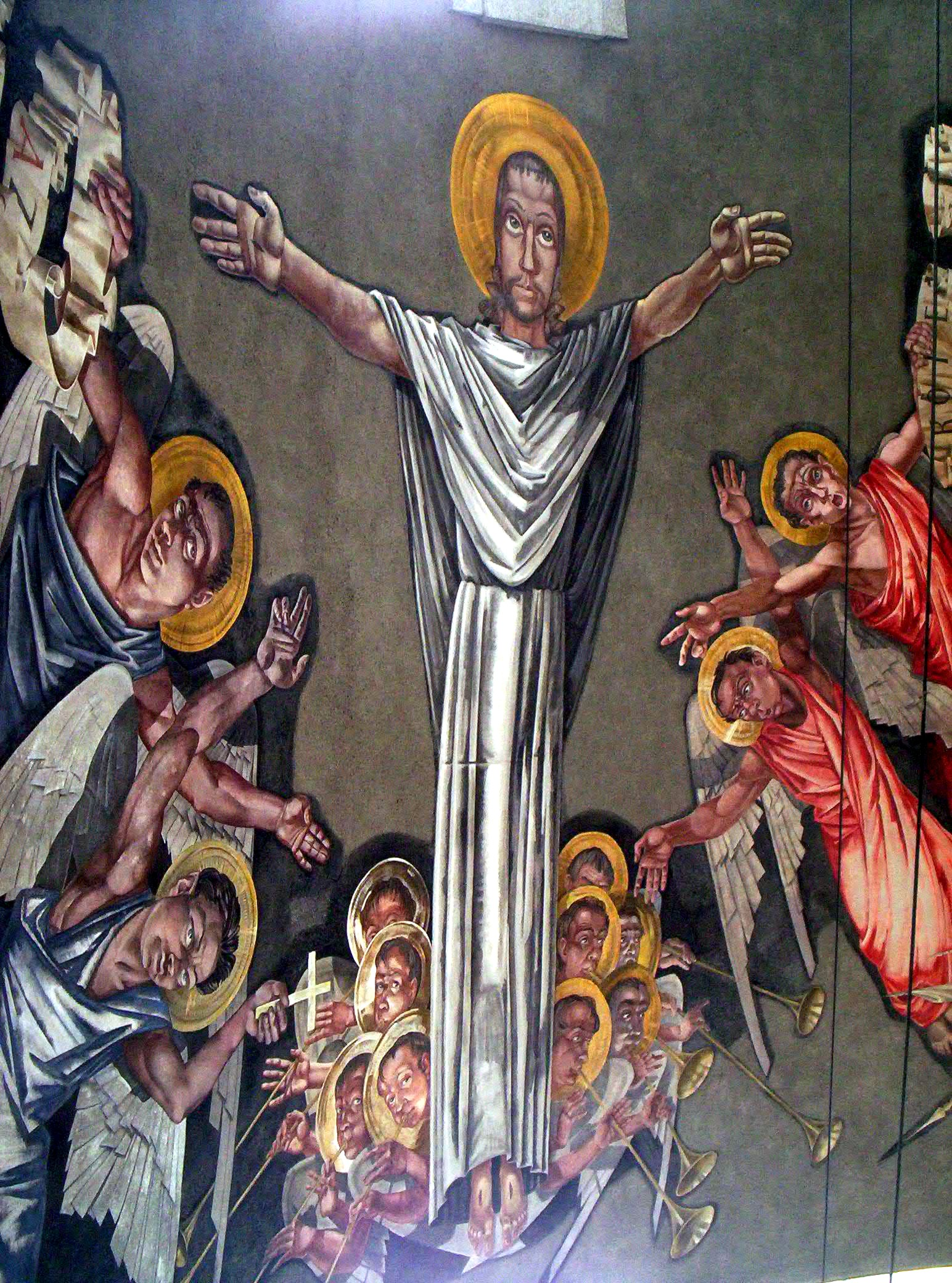
Фрески
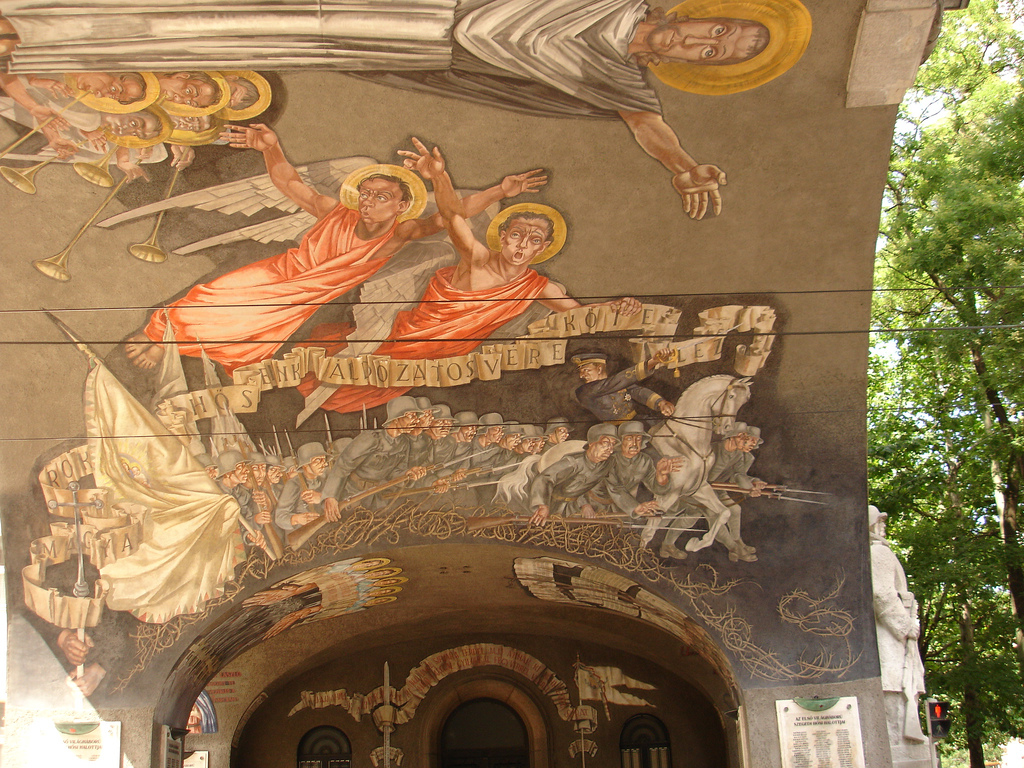
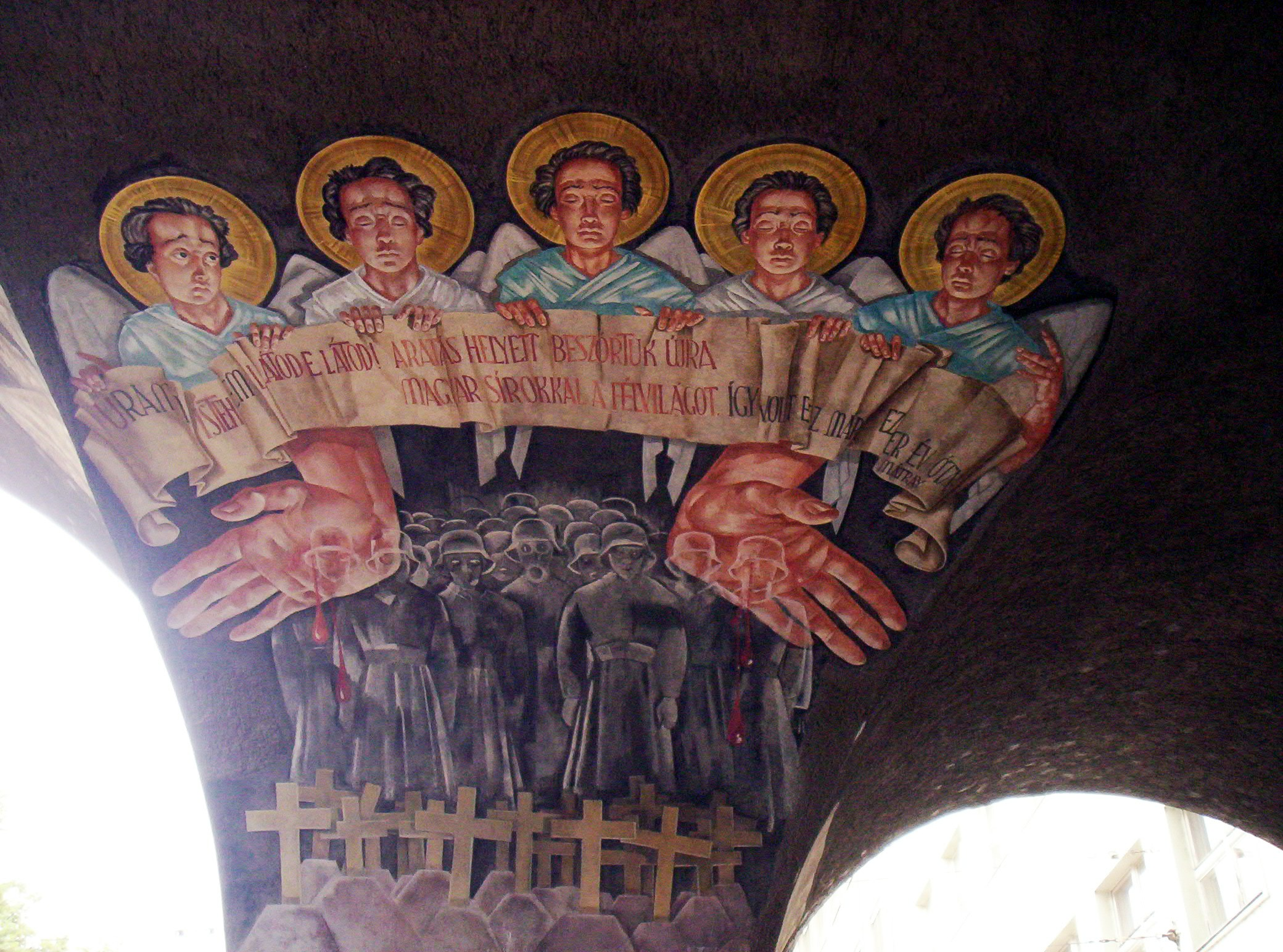
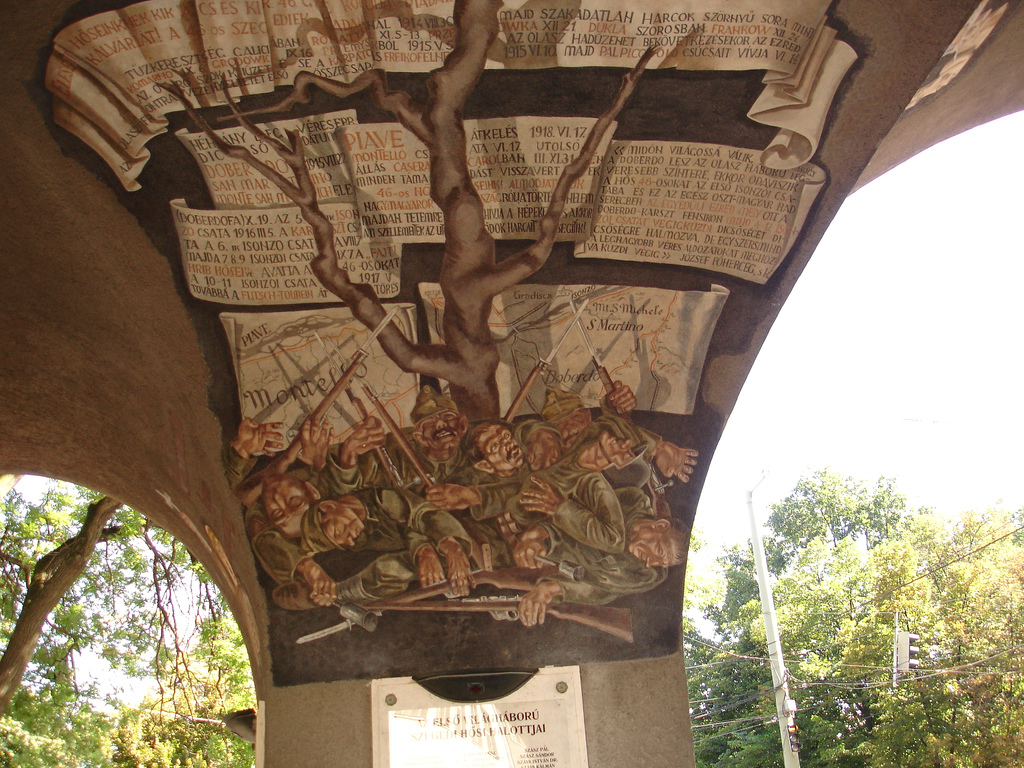
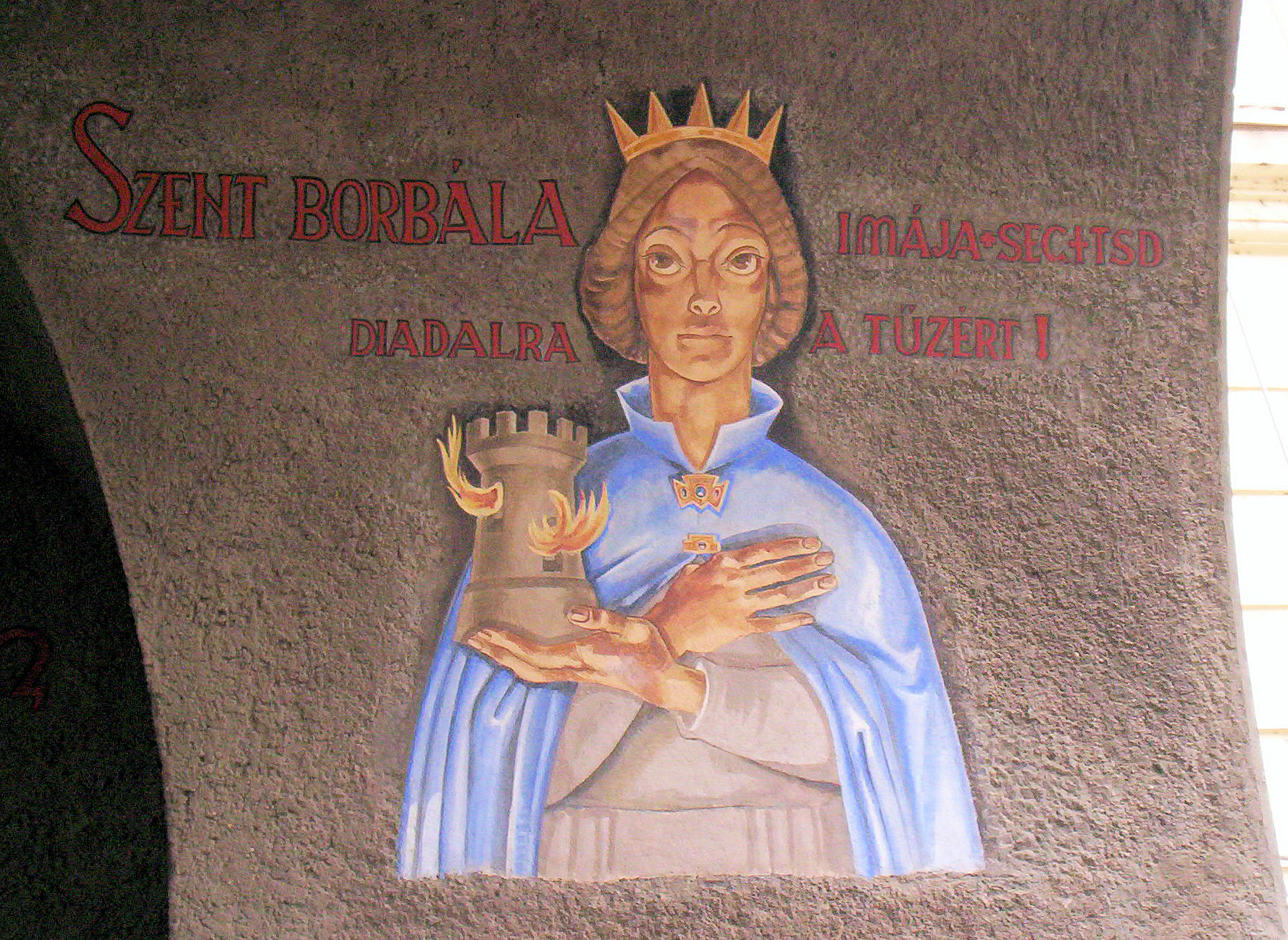
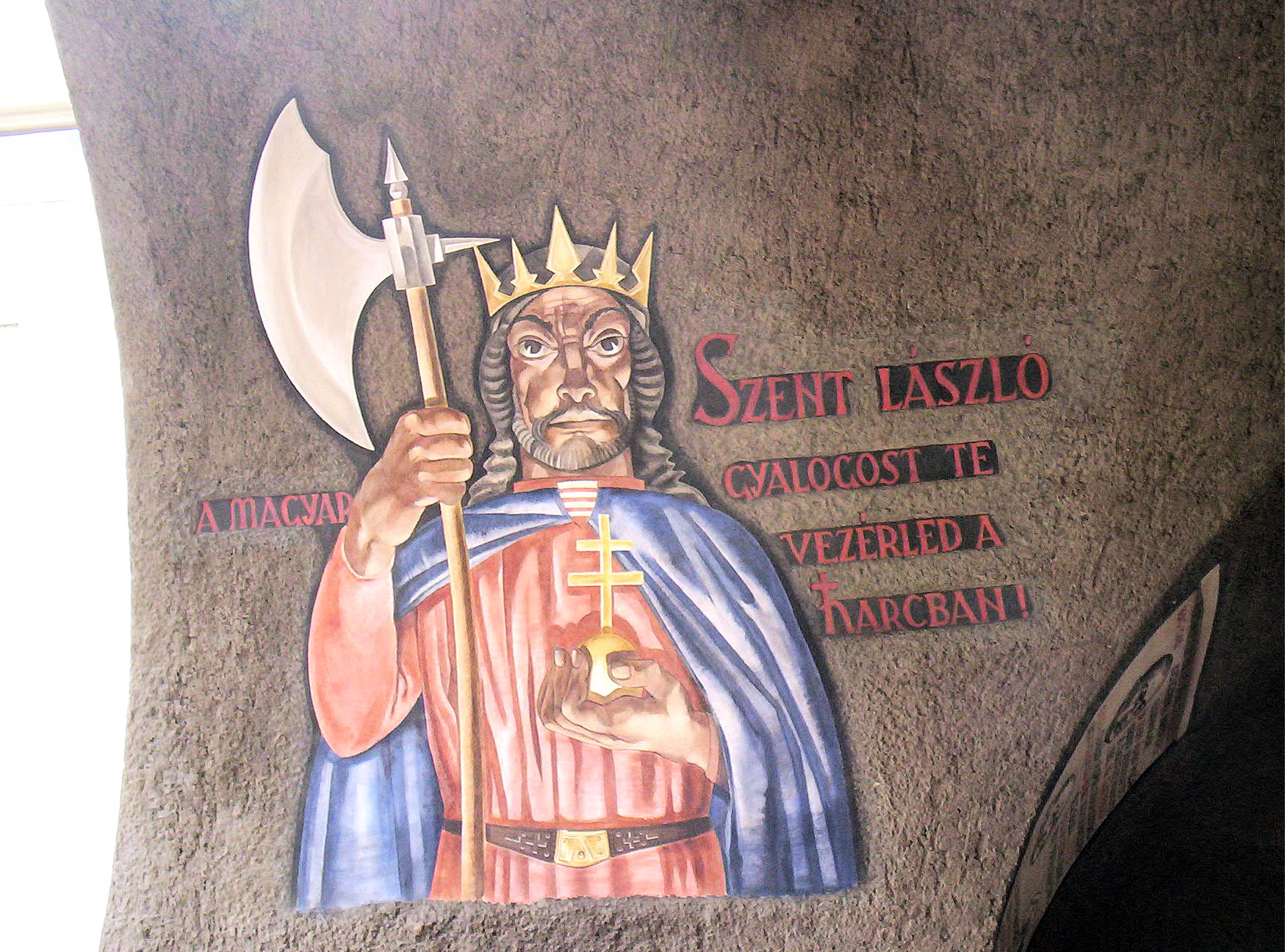